# Градски музей в Осло
Градският музей в Осло се намира на „Фогнер Манор“.
Музеят има голяма библиотека с основна цел документиране на историята на град Осло. Музеят също притежава най-голямата и най-важна галерия от снимки на Норвегия. В сградата има и художествена колекция, която притежава 1000 рисунки и около 6000 други творби.